# Seglarskola

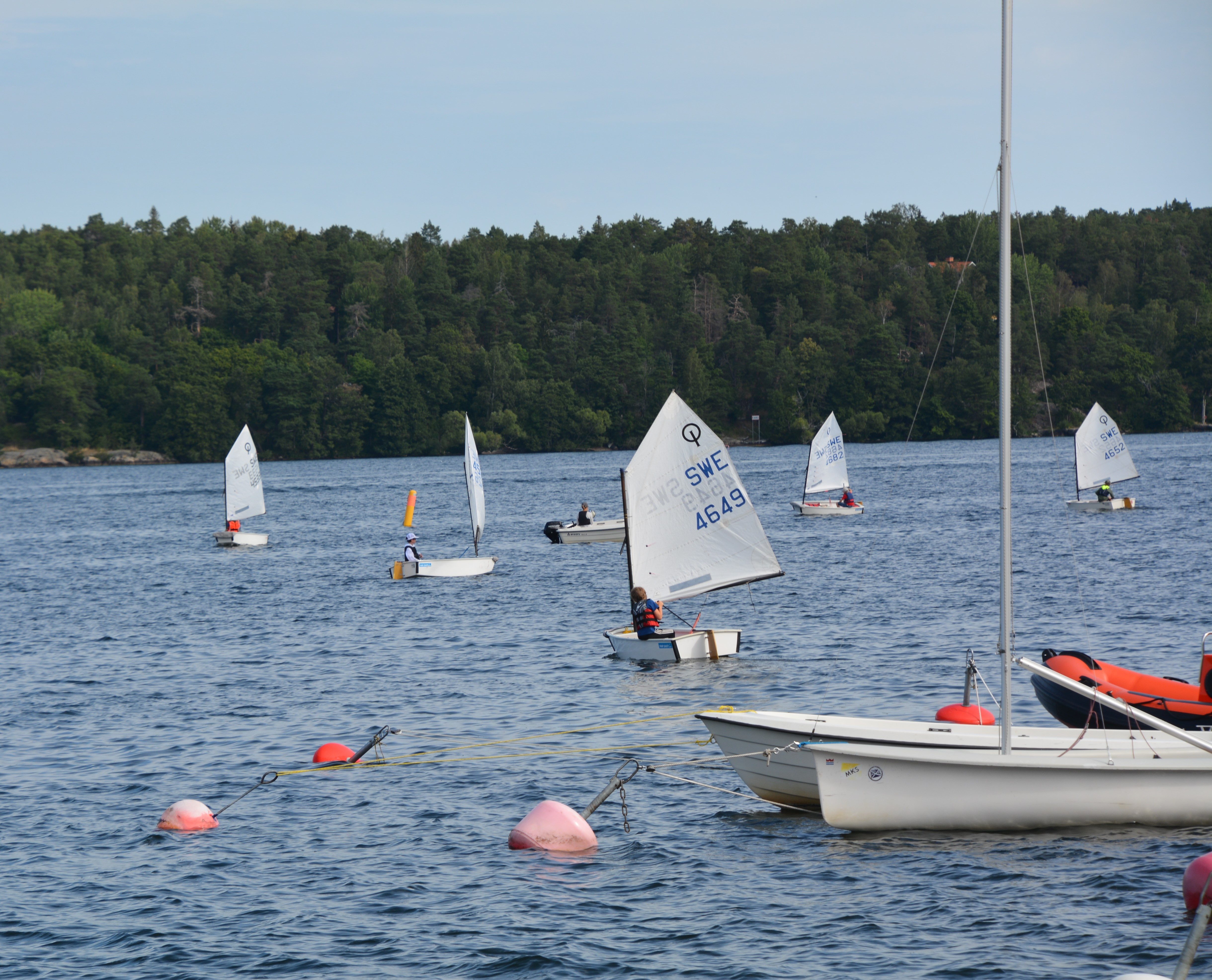
Optimistjollar i Mälarhöjdens Kanotsällskaps seglarskola, 2020

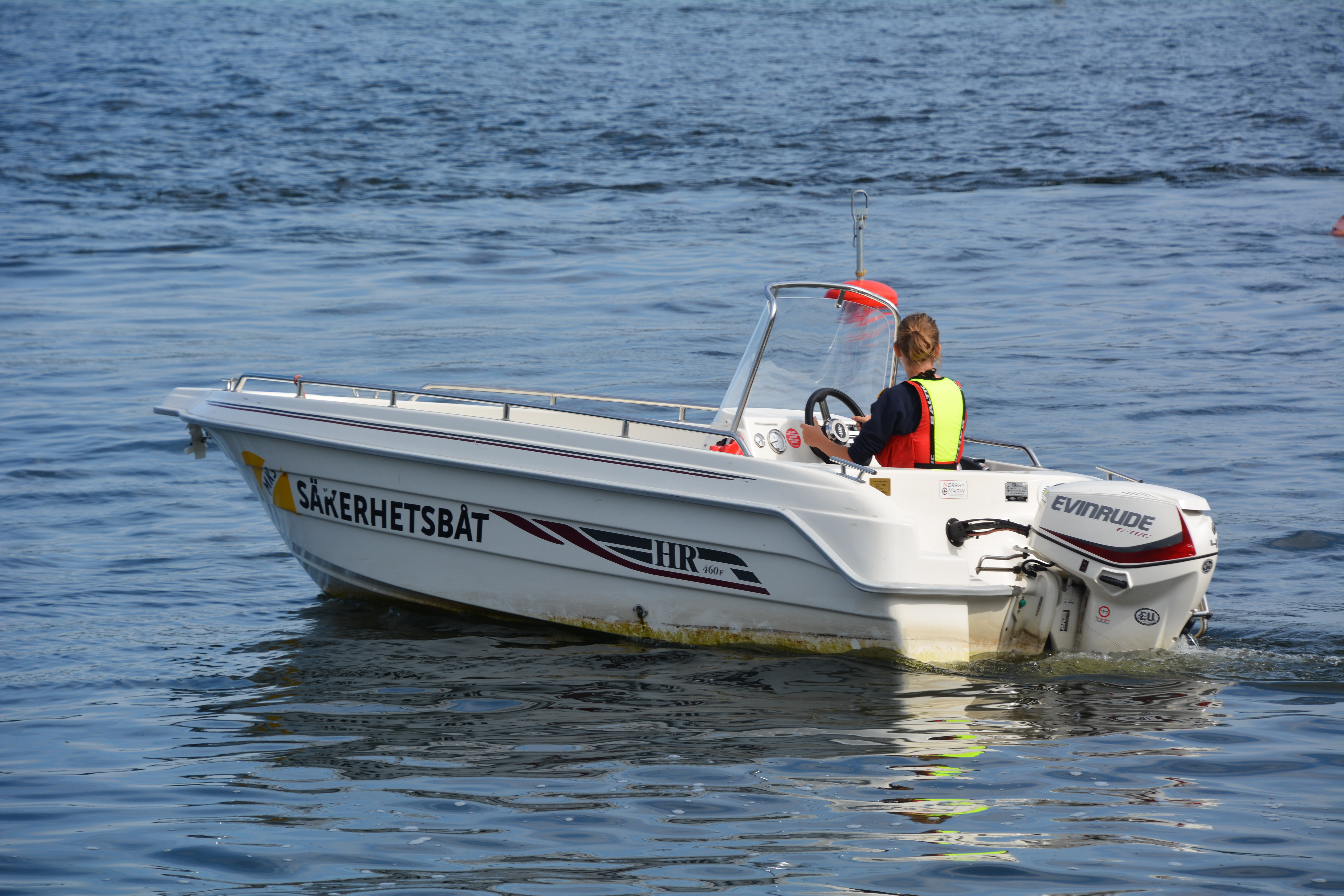
Säkerhetsbåt på Mälarhöjdens Kanotsällskaps seglarskola i Stockholm, 2020

Seglarskola är ett begrepp, som täcker olika slags kortare och längre kursverksamheter för segling, varav de flesta avser utbildning för barn och ungdom och är ideellt organiserade, men även kan vara organiserade av offentliga institutioner, som i Sverige av Sjöhistoriska museet i Stockholm, och av privata utbildningsföretag. Stora seglande skolskepp, fortfarande i bruk eller historiska, finns kvar i många länder. 

## Seglarskolor i Sverige
I Skonertdivisionen i svenska marinen finns de seglande övningsfartygen Falken och Gladan.
I den kommunala skolan finns det 1999 inrättade specialgymnasiet Öckerö seglande gymnasieskola på Öckerö i Göteborgs norra skärgård. Skolan disponerar den 50 meter långa tremastade barken T/S Gunilla, som har en sammanlagd segelyta på 1 000 m². Gunilla har en yrkesbesättning på elva personer och tar 44 elever.
Svenska Seglarförbundet hade för år 2020 certifierat 136 seglarskolor i Sverige.
För organisation av kompetensbevis för fritidsbåtsutbildning finns Nämnden för båtlivsutbildning, som är en ideell förening. Den bildades 1985 efter ett samarbete mellan Transportstyrelsen, Svenska Båtunionen, Svenska Seglarförbundet och Svenska Kryssarklubben. Den auktoriserar också förhörsförrättare och bedriver information till utbildare och allmänhet.

## Bildgalleri

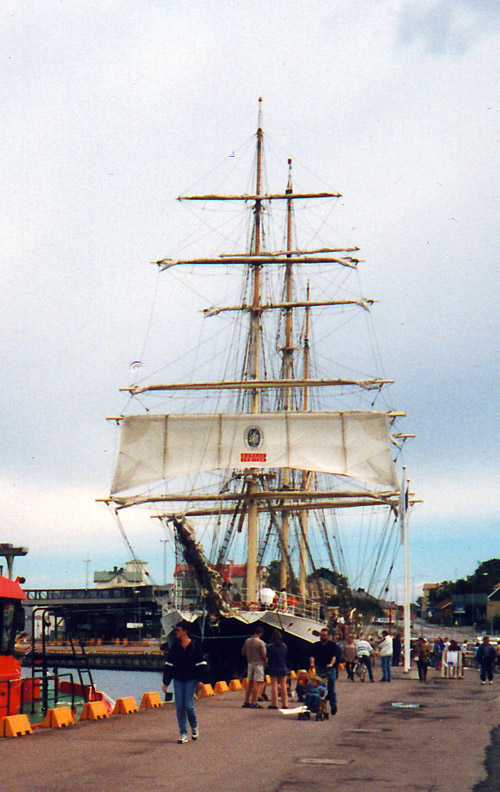
T/S Gunilla, skolskepp för Öckerö gymnasieskola
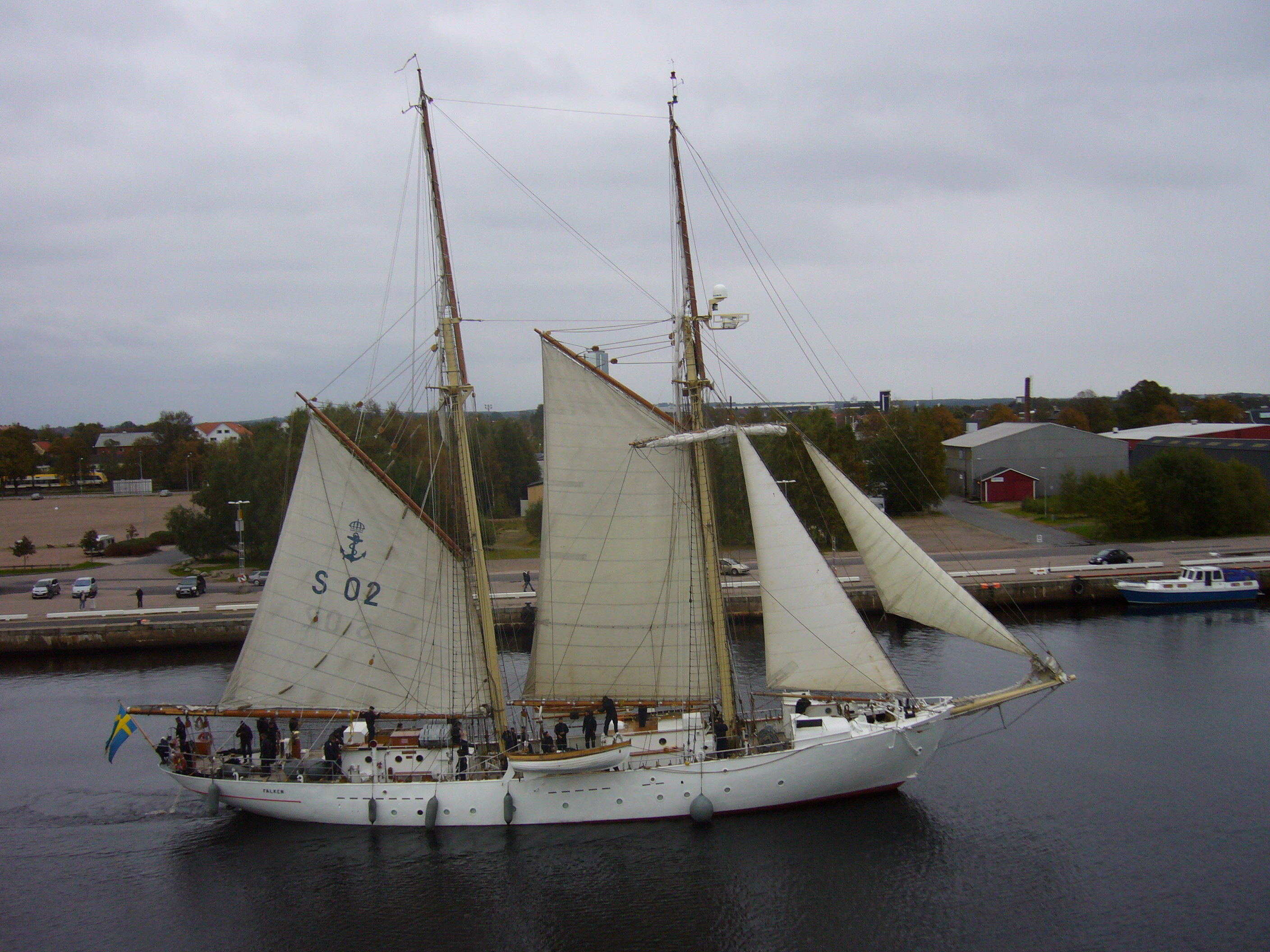
HMS Falken (S02) på Nissan i Halmstads hamn